# Protopolyclinum pedunculatum
Protopolyclinum pedunculatum är en sjöpungsart som beskrevs av C.S. Millar 1962. Protopolyclinum pedunculatum ingår i släktet Protopolyclinum och familjen Protopolyclinidae. Inga underarter finns listade i Catalogue of Life.